# 戈登·温德耶
戈登·温德耶（英語：Gordon Windeyer，1954年2月20日—），澳大利亚男子田径运动员。他曾代表澳大利亚参加1974年和1978年英联邦运动会田径比赛，其中1974年英联邦运动会获得一枚金牌。